# Bajonetten 11

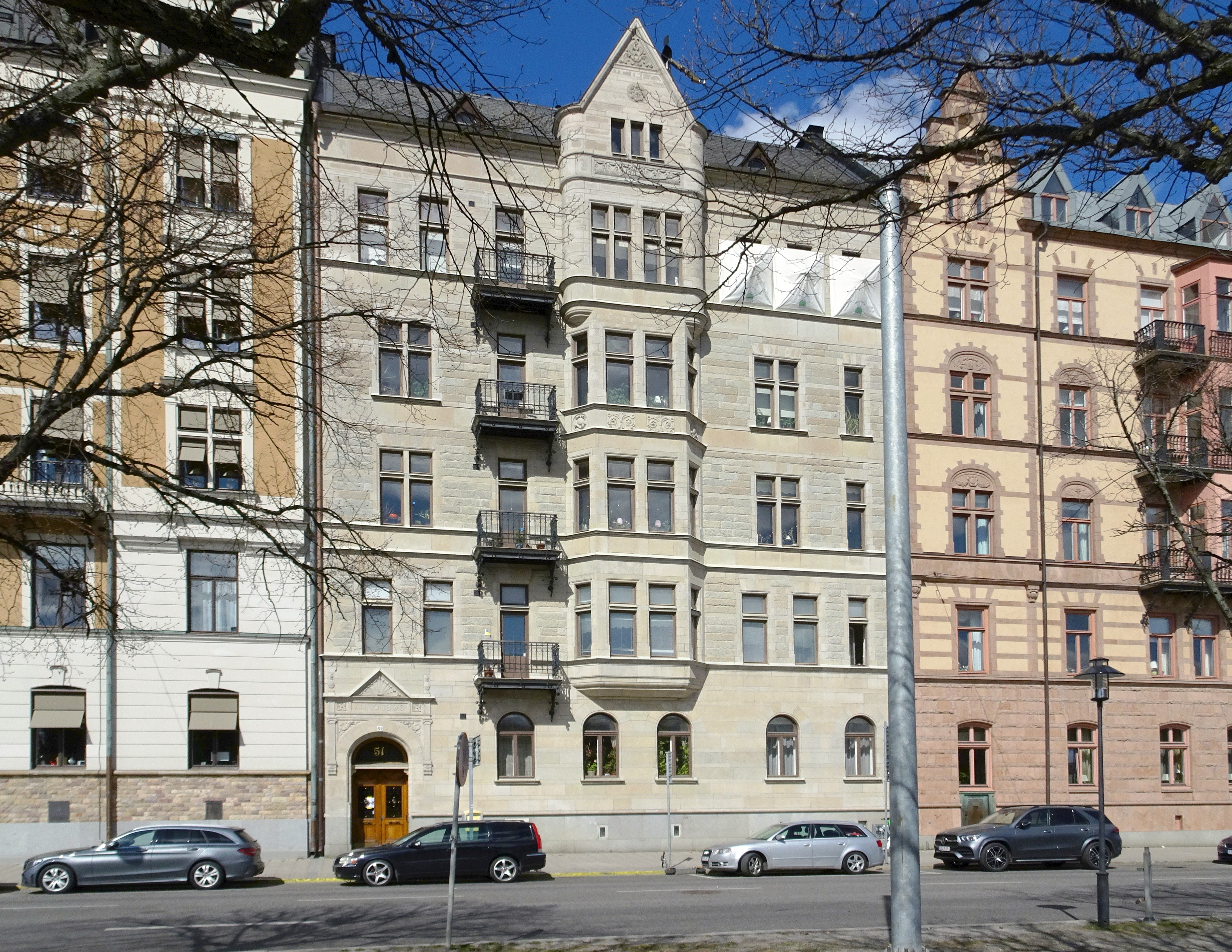
Strandvägen 51 i maj 2022.

Bajonetten 11 är en kulturhistoriskt värdefull fastighet i kvarteret Bajonetten vid Strandvägen 51 på Östermalm i Stockholm. Byggnaden uppfördes 1895–1897 efter ritningar av arkitekt Sam Kjellberg och är blåmärkt av Stadsmuseet i Stockholm vilket betyder "att bebyggelsen bedöms ha synnerligen höga kulturhistoriska värden".

## Historik
Kvarteret Bajonetten bildades på 1880-talet i ett område där tidigare Fredrikshov slotts park och trädgård låg som sträckte sig ner till Ladugårdslandsviken. En första stadsplan för Bajonetten fastställdes redan 1861, följd av ändrade stadsplaner 1885 och 1911 samt planen från 1940 som fortfarande gäller. Under 1890-talets första hälft förvärvade grosshandlaren Isaak Hirsch detta område från Kronan. I kvarteret lät han bebygga hela sydvästra hörnet (fastigheterna nr 1, 2, 9 och 11). Hirsch bosatte sig själv i det praktfulla hörnhuset, Bajonetten 1, och bodde där till sin död 1917. Bajonetten 11 sålde han redan år 1900 till apotekaren J. Axling.

## Byggnadsbeskrivning

### Exteriör

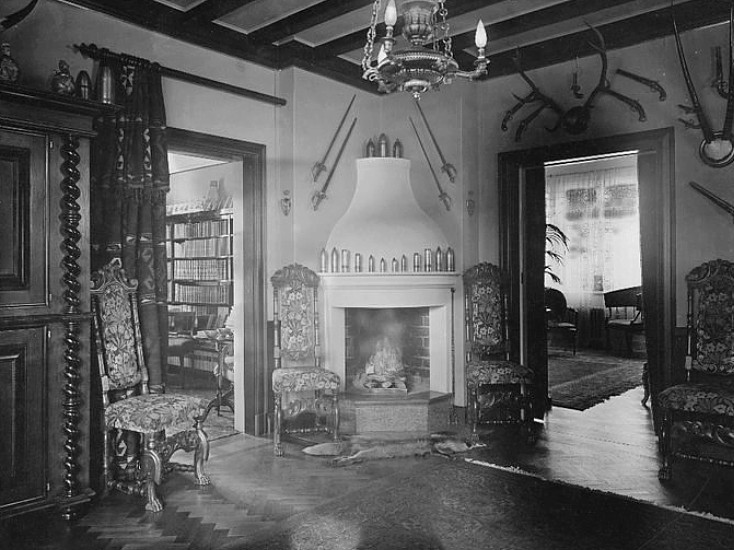
Interiör i kammarherre H. de Marés lägenhet, 1914.

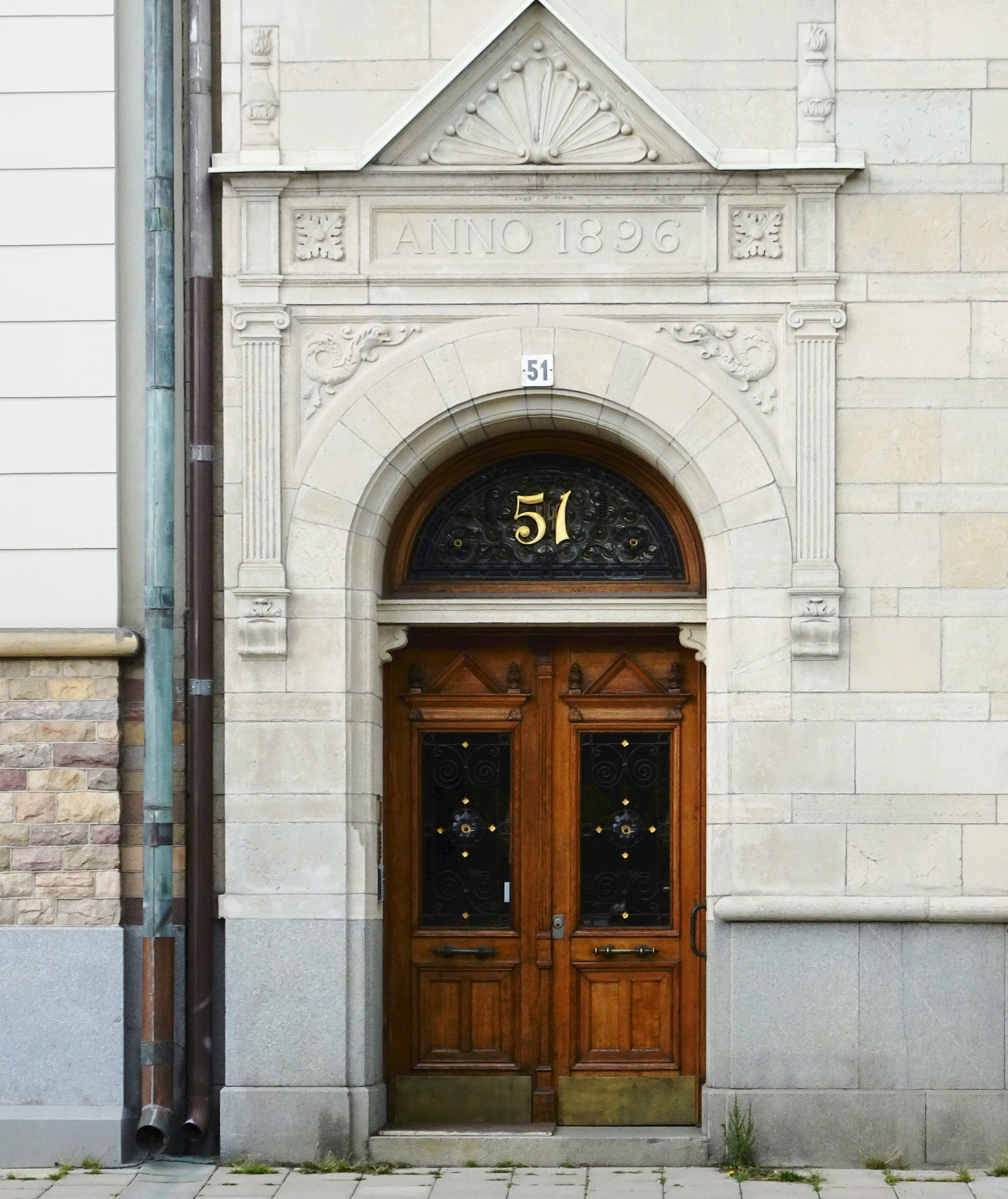
Strandvägen 51, portal.

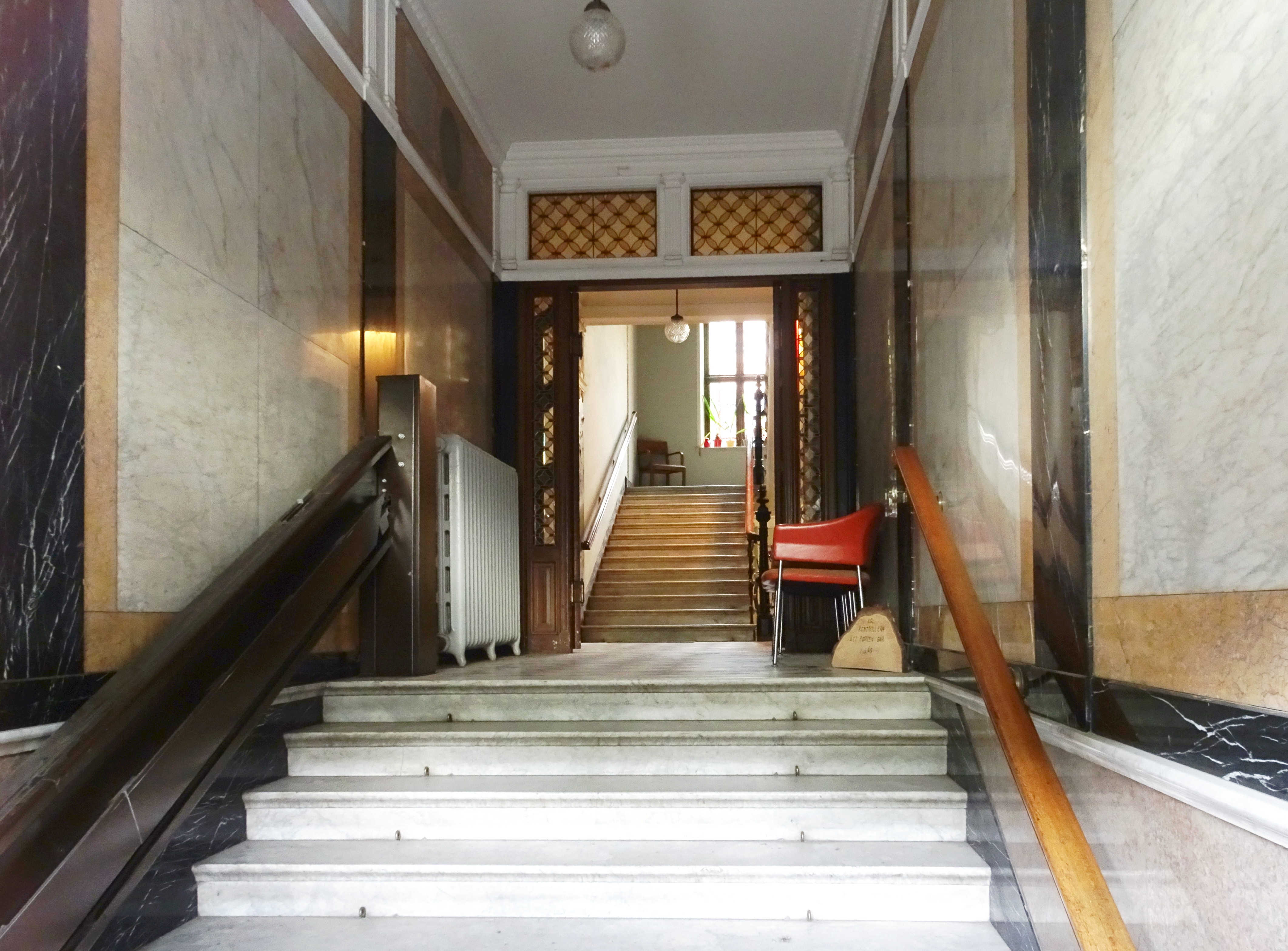
Entréhall.

För nybygget i Bajonetten 11 anlitade Hirsch Sam Kjellberg, som även stod som arkitekt för nr 1, 2 och 9. Byggmästare var Oscar Herrström som tidigare byggt Sergeanten 7 (Strandvägen 39) för Hirsch och nu även husen i Bajonetten 1, 9 och 11. Byggnaden uppfördes i fem våningar samt källare. Grunden består av gammal sjöbotten efter Ladugårdslandsviken och fick förstärkas genom omfattande pålning.
Gatufasaden kläddes helt i sandsten vilket var ovanlig och exklusiv för tiden. Längs hela Strandvägen finns, förutom Bajonetten 11, bara tre fastigheter med fasader helt i natursten: Krabaten 2, Ädelman mindre 11 och Bajonetten 6. I fasadens centrum reser sig ett fyra våningar högt burspråk som kröns av en spetsig gavelfronton. Intill märks fyra balkonger med sirliga smidesräcken. Yttertaket täcktes med skiffer.
Byggnadens huvudentré placerades osymmetriskt och närmast Bajonetten 1 (Strandvägen 49). Portalomfattningen gestaltades dekorativt med byggnadens årtal ”ANNO 1896” inom en ram ovanför portvalvet. Själva porten är skulpterad och glasad och har ett dekorativt smidesgaller som skydd. Innanför mötts besökaren av marmorgolv i två nivåer med mellanliggande steg av vit marmor. Väggarna är fältindelade och målade i stucco lustro i ljusgrå, ockra och svart kulör. Entréns kassettak är i utfört i stuck och avdelat av en list med äggstavs- och bladmotiv.
Den ursprungliga lägenhetsfördelningen var en enda stor bostad per plan vilka nåddes dels via den sidoplacerade huvudtrappan och en kökstrappa från innergården. Våning 1–3 trappor omfattade vardera åtta rum och kök, våning 4 trappor sex rum och kök. På bottenvåningen låg även en liten portvaktslägenhet om ett rum. Mot gatan lades tre rum i fil med salongen i mitten som hade burspråket och tillgång till balkongen. Köksregionen sträckte sig som en flygel inåt gården, här fanns förutom kök och serveringsgång även två mindre rum för tjänstefolk. 1912 installerades en hiss och 1929 centralvärme med åtföljande planändringar avseende de sanitära utrymmena. Därefter skedde endast smärre förändringar.

### Interiör
I samband med en byggnadsinventering på 1970-talet besökte Stockholms stadsmuseum en av lägenheterna. Den uppvisade en mycket väl bevarad inredning såsom ekparkettgolv med fiskbens- och stjärnmönster, halvfranska bröstpaneler, helfranska par- eller enkeldörrar och spröjsade pardörrar. Innertaken hade olika utformningar, bland annat kassetterat med stucktaklist eller kälat med kartuscher, kvinnohuvuden, rosetter och liknande. I lägenheten fanns en rikt ornerad öppen spis i marmor med guldinramad spegel ovanför samt en kakelugn av Mariebergstyp med gustavianskt motiv.

### Originalritningar från 1895

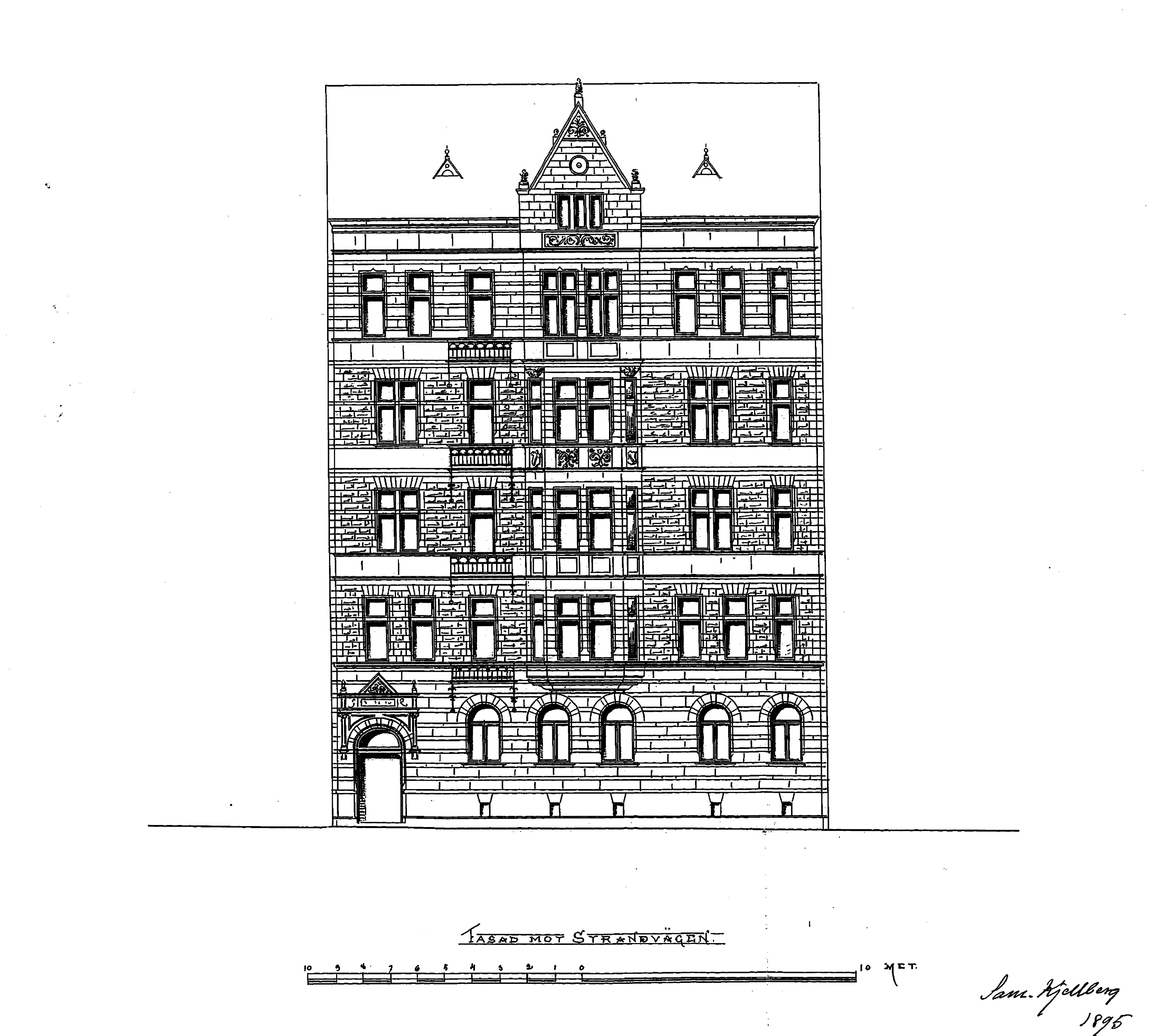
Fasad.
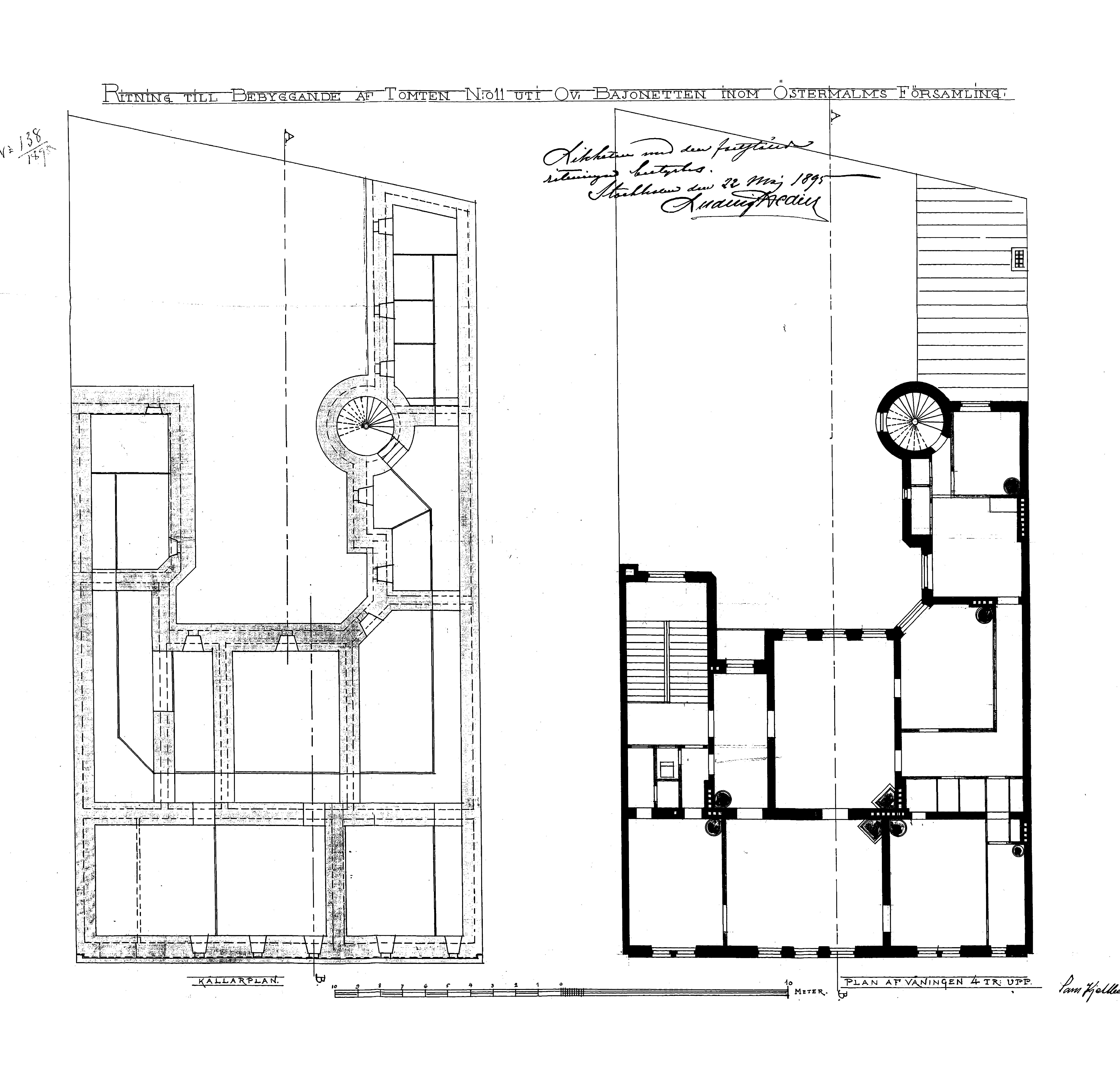
Källarvåning och våning 4 trappor.
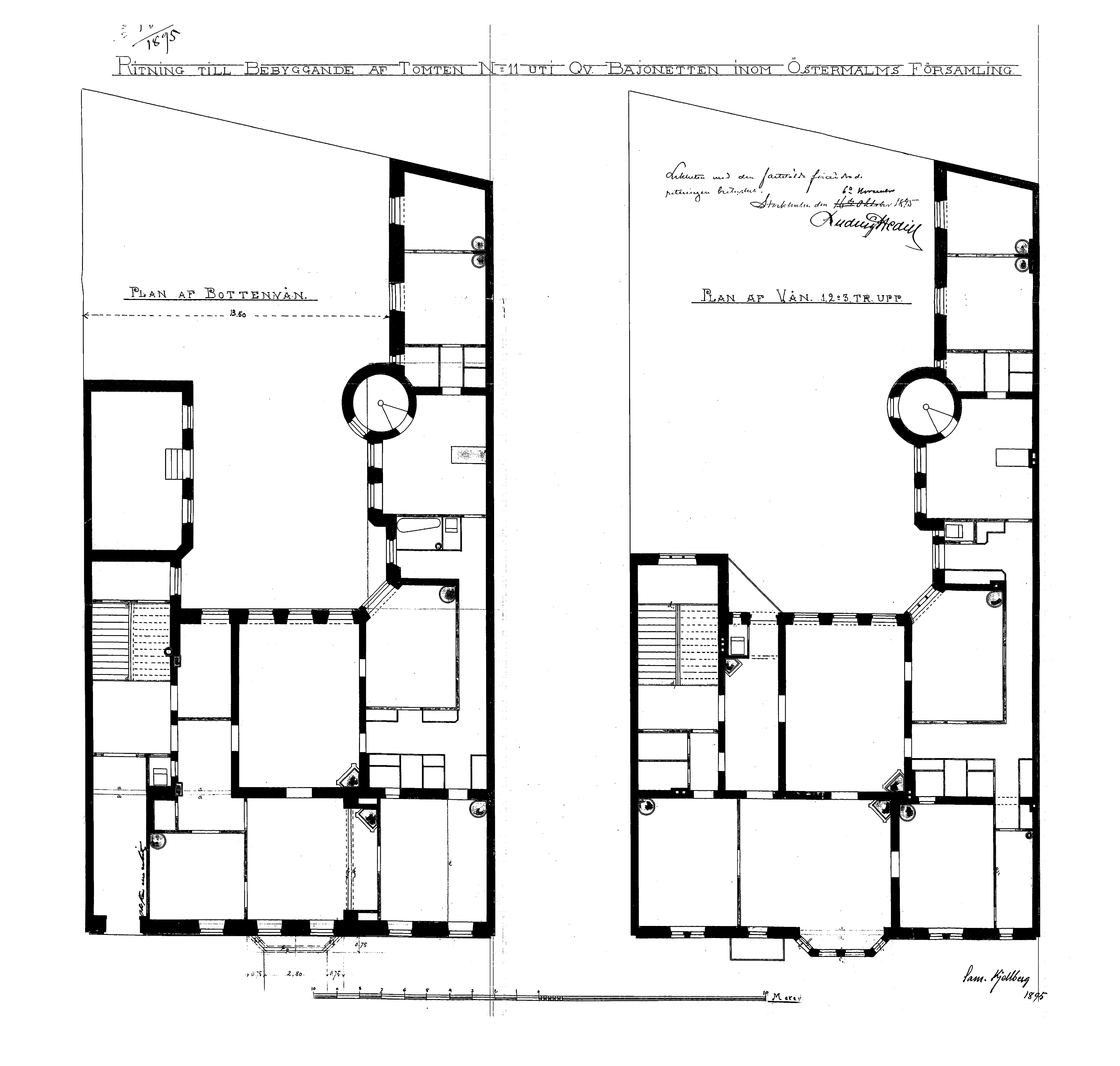
Bottenvåning och våningar 1–3 trappor.
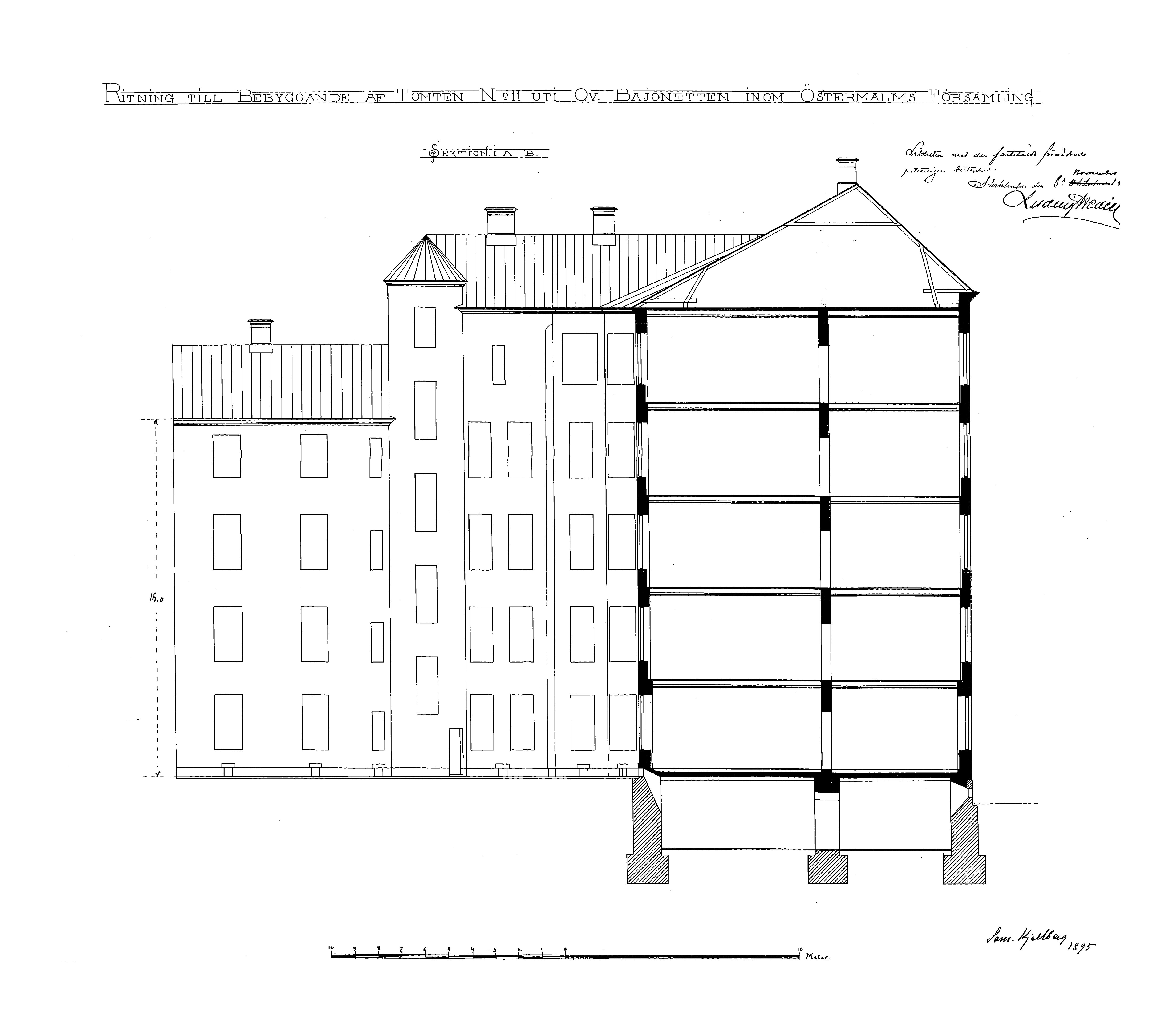
Sektion.

## Referenser

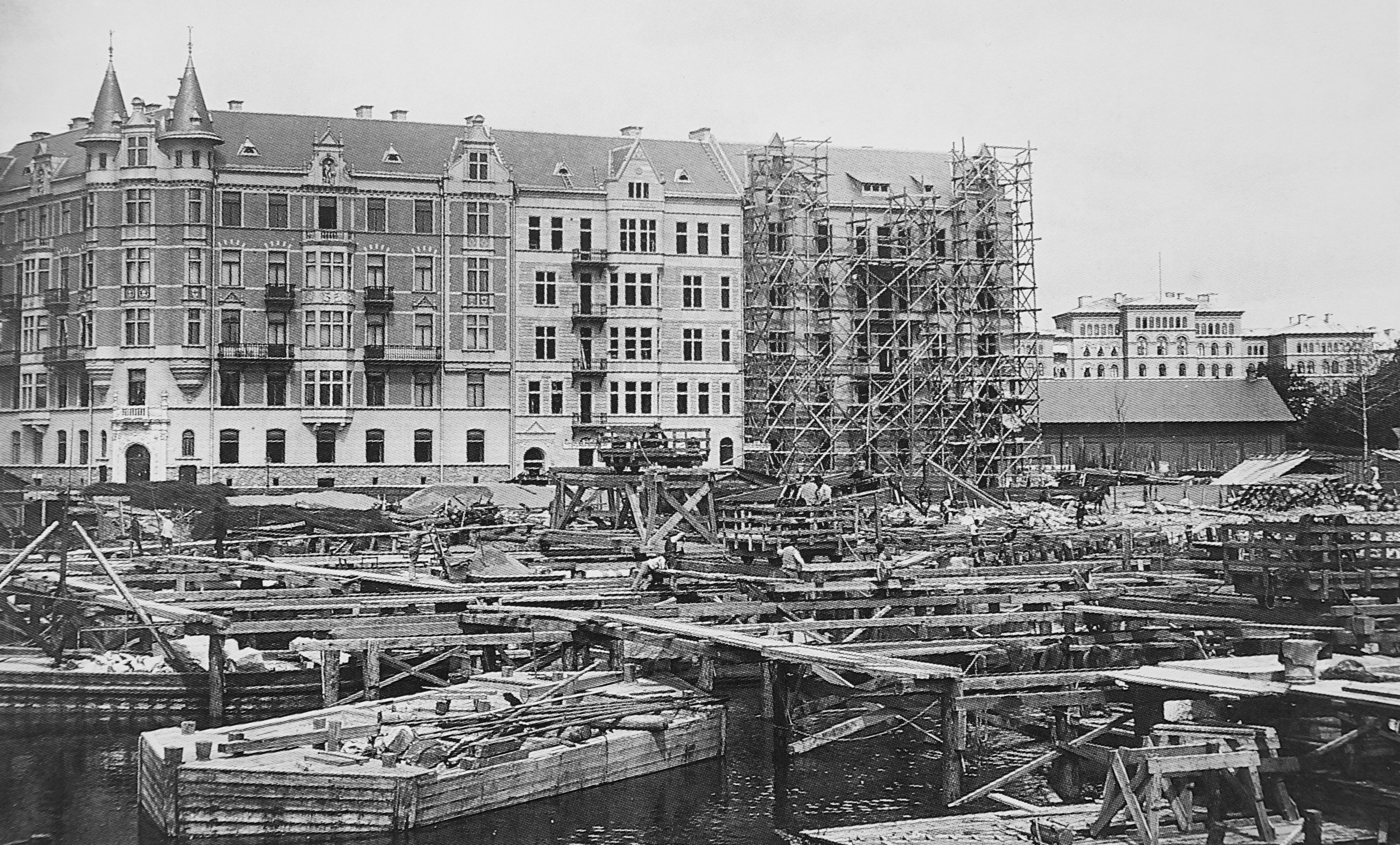
Kvarteret Bajonetten under uppförande 1896, Bajonetten 1 och 11 är färdiga, Bajonetten 9 har fasadställningar. Byggarbeten med Djurgårdsbron pågår i förgrunden.